# Isla Blind
La isla Blind (en inglés: Blind Island) es una de las islas Malvinas. Se encuentra sobre el canal Águila, al suroeste de la isla Soledad, junto a la bahía Vino y frente a la isla Annie.